# José Manuel Martínez Toral
José Manuel Martínez Toral, conegut com a Manolo, (Caravaca de la Cruz, 29 d'octubre de 1960) és un exfutbolista espanyol de la dècada de 1980.

## Trajectòria
Nascut a la regió de Múrcia, Manolo es formà i desenvolupà la major part de la seva carrera a Catalunya. Es formà al futbol base del FC Barcelona, arribant al primer equip el 1981, tot i que ja havia disputat algun partit des de la temporada 1978-79. Romangué al club fins 1988, guanyant com a títols majors, una lliga, tres copes i una Recopa d'Europa. Va ser titular a la final de la Recopa de 1982, que el Barça va guanyar a l'Standard de Lieja per 2-1 al Camp Nou.
Posteriorment jugà tres temporades al Reial Múrcia CF, una al Granada CF i acabà la seva carrera al CE Premià. Fou internacional amb Espanya en categories inferiors.

## Palmarès
- Recopa d'Europa de futbol:
  - 1981-82[3][4]
- Lliga espanyola:
  - 1984-85
- Copa espanyola:
  - 1980-81, 1982-83, 1987-88
- Copa de la Lliga espanyola:
  - 1983, 1986
- Supercopa espanyola:
  - 1983